# Sceloporus nelsoni
Sceloporus nelsoni là một loài thằn lằn trong họ Phrynosomatidae. Loài này được Cochran mô tả khoa học đầu tiên năm 1923.